# Altiatlasius
Альтіатласіус — найвірогідніше є найстарішим відомим "еуприматом" (примат сучасних стандартів), який існував з пізнього палеоцену, знайдений в Марокко. Лише єдиний вид, Altiatlasius koulchii , був описаний у 1990 році.
Його справжнє таксономічне положення залишається спірним. Припускають, що він має бути класифікований як плезіадапіморф (вимерла група деревних ссавців, вважаються тісно пов'язаними з приматами). Інші ж вважають, що його треба віднести до "еуприматів", як і омомисові (гілка приматів пов'язаних з довгоп'ятами ).

## Еволюційна історія і таксономія
Altiatlasius koulchii - найвірогідніше найстаріший відомий «справжній примат». Знайдено лише близько десяти верхніх і нижніх кутніх зубів і фрагмент щелепи. Ці скам'янілості датуються пізнім палеоценом, приблизно 57 мільйонів років тому,  і походять з формування Jbel Guersif в Варзазаті басейну Марокко.  Вперше описаний в 1990 році, альтіатласіус спочатку був віднесений до Omomyidae, можливо, ближче до відгалуження вищих приматів. Він також був класифікований до родини Toliapinidae, плезіадапіморфного типу в Європі.  Інші науковці, які намагалалися класифікувати його, припустили, що цей вид є стовбуровими справжніми приматами, подібними до Eosimiidae мавпами,  чи ранніми довгоп'ятоподібними.  Багато фахівців вважають альтіатласіуса найстарішою стовбуровою мавпою. 
Разом з викопним приматом алжиропітеком, альтіатласіус сприяв зміцненню гіпотези африканського походження приматів . Тим не менш, коли додаткові скам'янілі останки альтіатласіуса було знайдено, виявилось, що він скоріше належить до мокроносих приматів, ніж до сухоносих, тому його перемістили ближче до родини Azibiidae,  - групи, яка вважається найбільш тісно пов'язаною з лемуроподібними (Лемуровиді, Лоріподібні). 